# Gare de Tchernihiv
La gare de Tchernihiv est une gare ferroviaire de la Ligne Ovroutch-Tchernihiv. Elle est située dans la ville de Tchernihiv, en Ukraine.

## Situation ferroviaire
La construction du chemin de fer et de la gare de Tchernihiv a commencé en 1895 avec la construction d'un chemin de fer à voie étroite jusqu'à la ville de Kruty.
Elle est exploitée par le réseau Pivdenno-Zakhidna zaliznytsia.

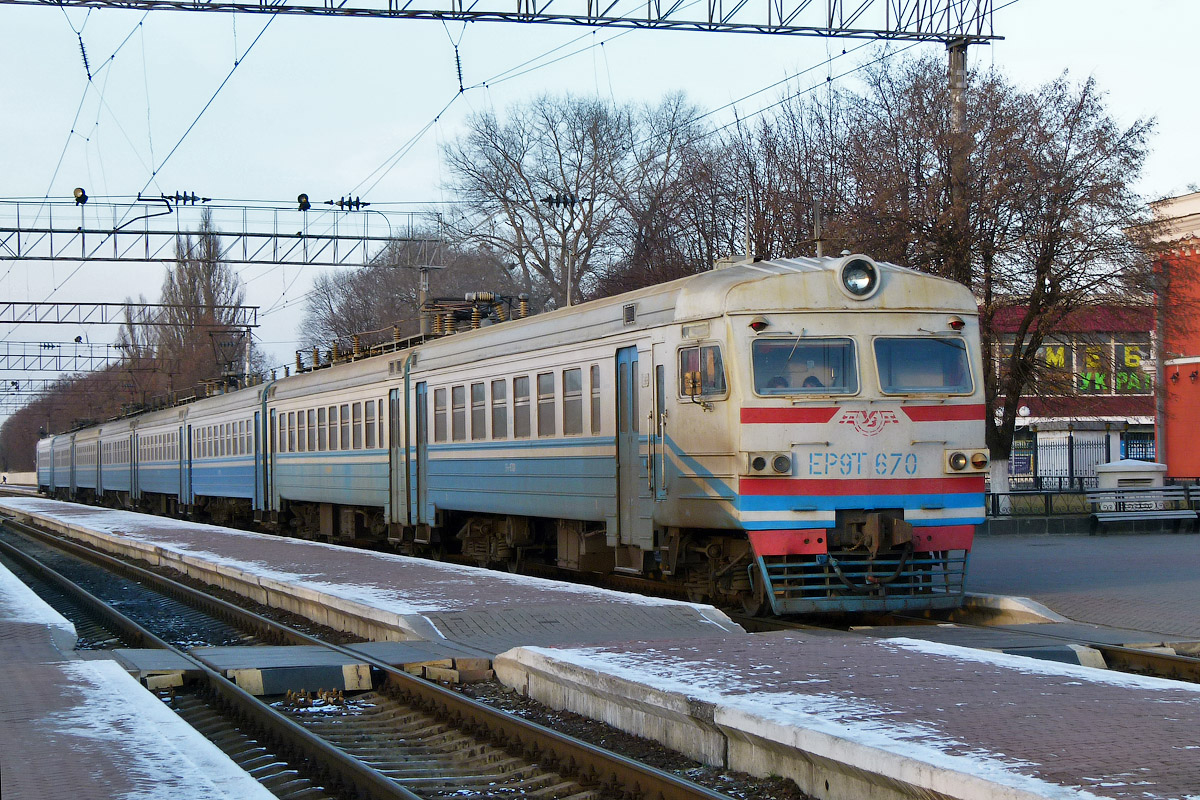
Voie
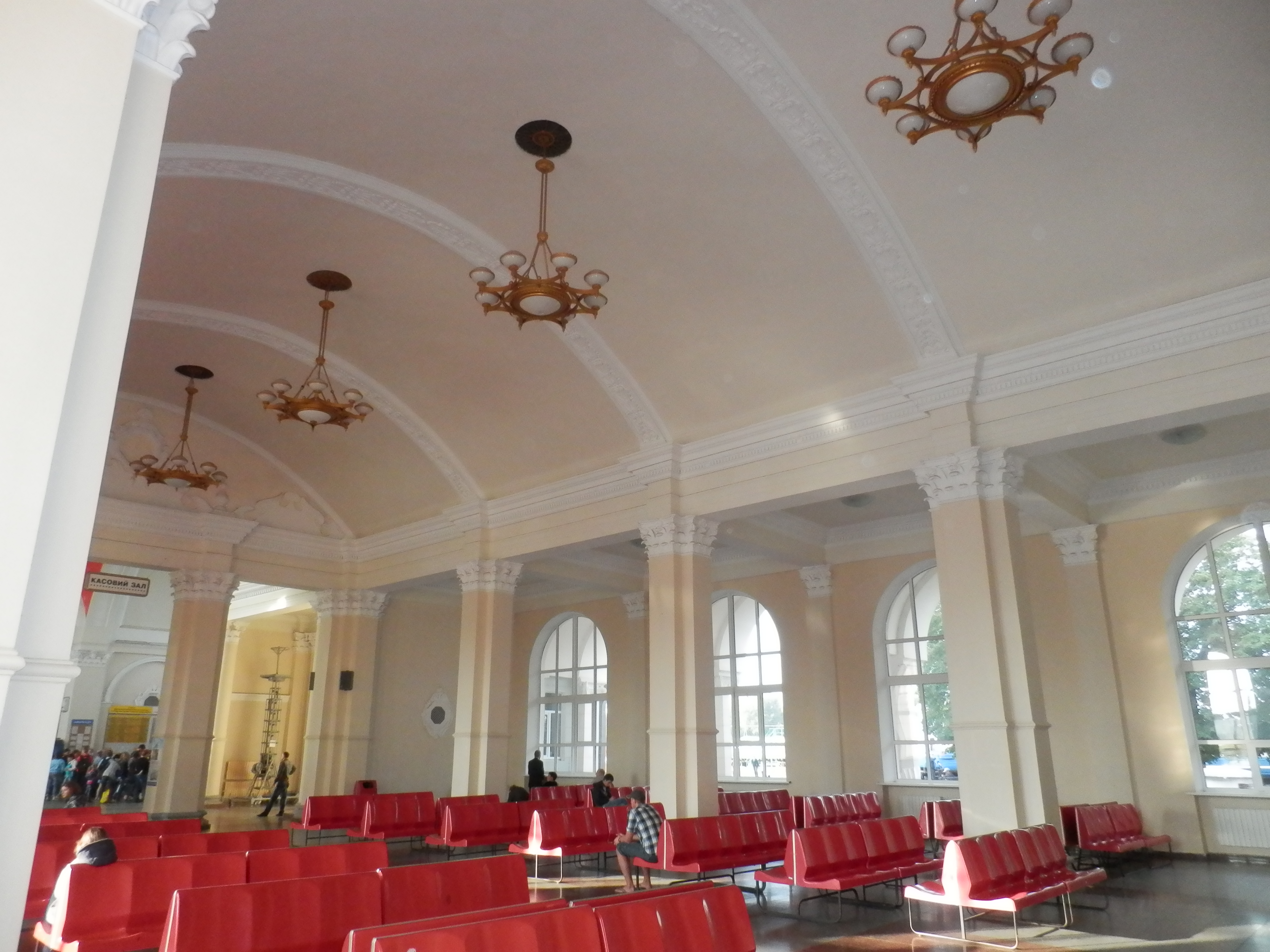
intérieur
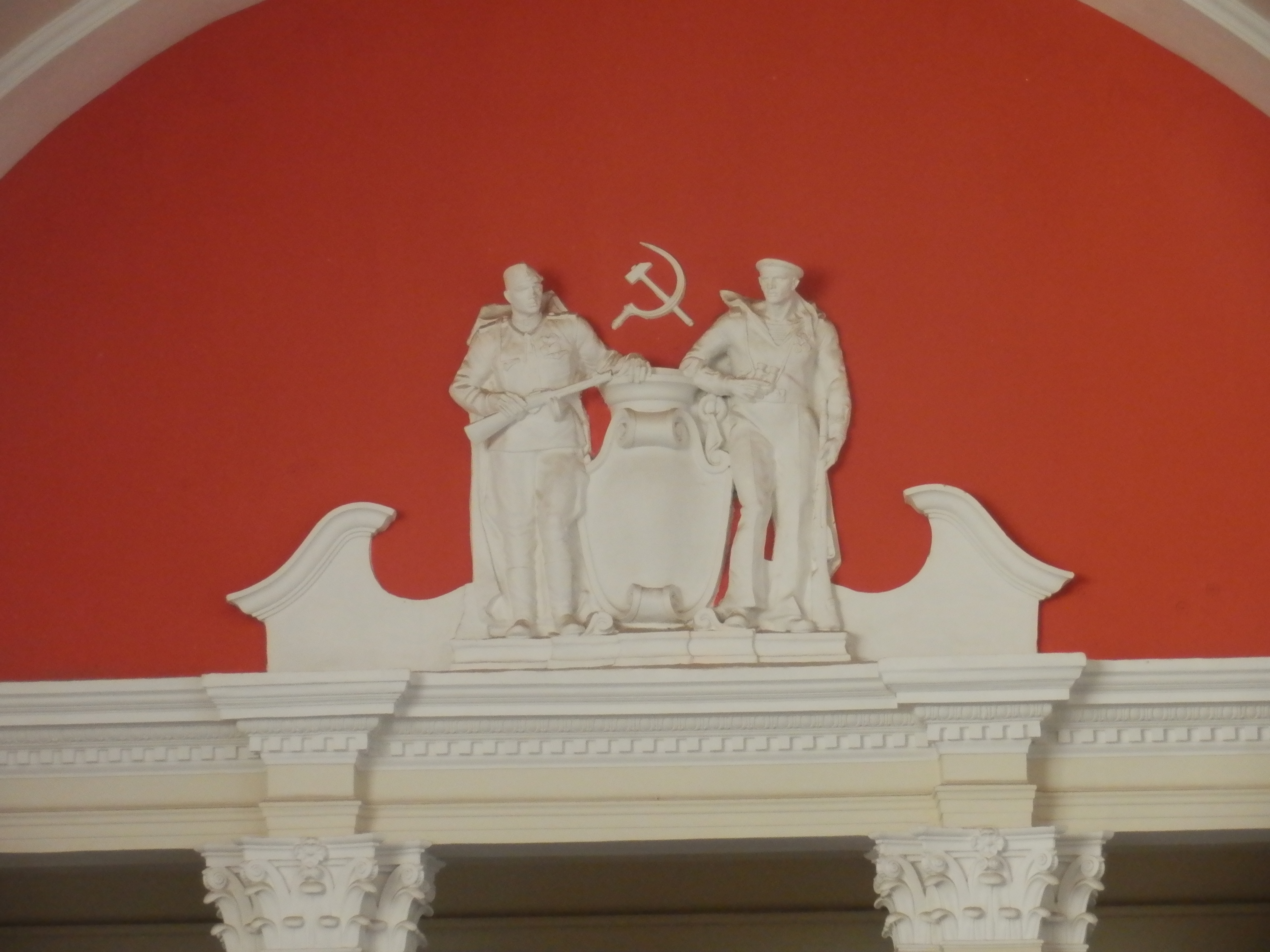
de la
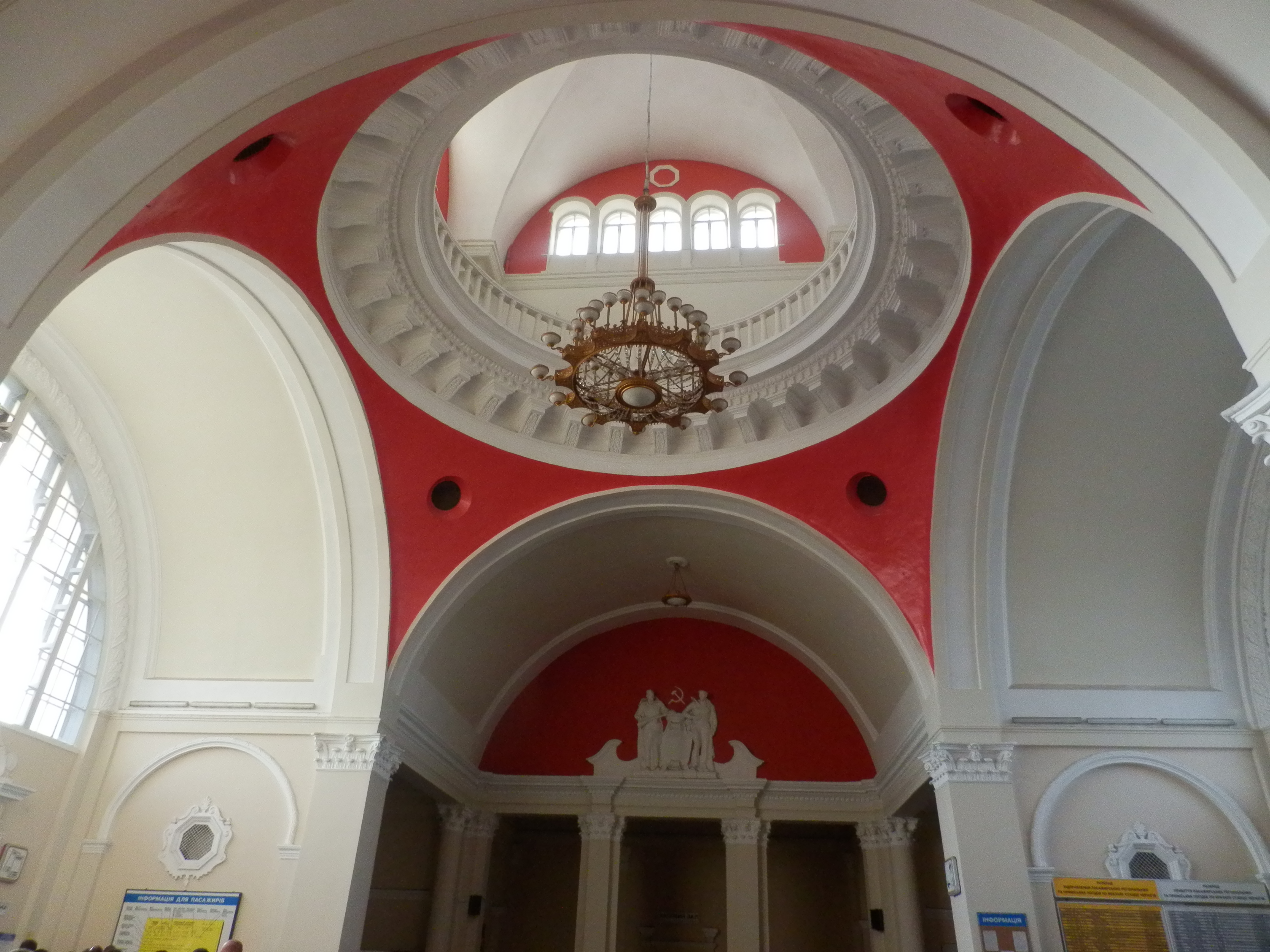
gare.

## Histoire
La gare ouverte en 1893 a été détruite pendant la seconde guerre mondiale et reconstruite en 1948, elle est classée au Registre national des monuments immeubles d'Ukraine sous le numéro : 74-101-0058.